# Vaidas Baumila
Vaidas Jacob Baumila (* 28. März 1987 in Vilnius) ist ein litauischer Sänger. Er vertrat Litauen beim Eurovision Song Contest 2015.

## Leben
2009 absolvierte er das Studium der Unterhaltungsszenekunst beim Kolleg Vilnius.
Singen lernte er beim Opernsänger Vytautas Juozapaitis, Professor der Musikakademie Litauens. Baumila studiert bei Royal Scottish Academy of Music and Drama in Glasgow (Schottland). 2011 absolvierte er das Masterstudium bei Guildford School of Acting in England. Ab 2012 arbeitete er im Schiff „Queen Elizabeth“. Danach arbeitete er in der Operette beim Union Theatre in London (Borough of Southwark).
Bekannt wurde er durch die Teilnahme an der Castingshow Dangus auf TV3, wobei er den dritten Platz erreichen konnte. Als Musiker arbeitete er mit Linas Adomaitis mit. 2013 nahm er erstmals an der litauischen ESC-Vorentscheidung teil und erreichte das Finale der letzten drei. Auch 2015 kam er ins Finale des Vorentscheids für Wien und konnte ihn im Duett mit der vorherigen Konkurrentin Monika Linkytė und dem Titel This Time (dt.: Dieses Mal) für sich entscheiden. Beim Finale des Songcontests in Wien erreichte das Duo schließlich Platz 18.

## Diskografie
Alben
- 2022: Apžavai (LT: Platin)[6]

Singles
- 2006: Ką tu mėgsti?
- 2007: Išklausyk
- 2015: Iš naujo

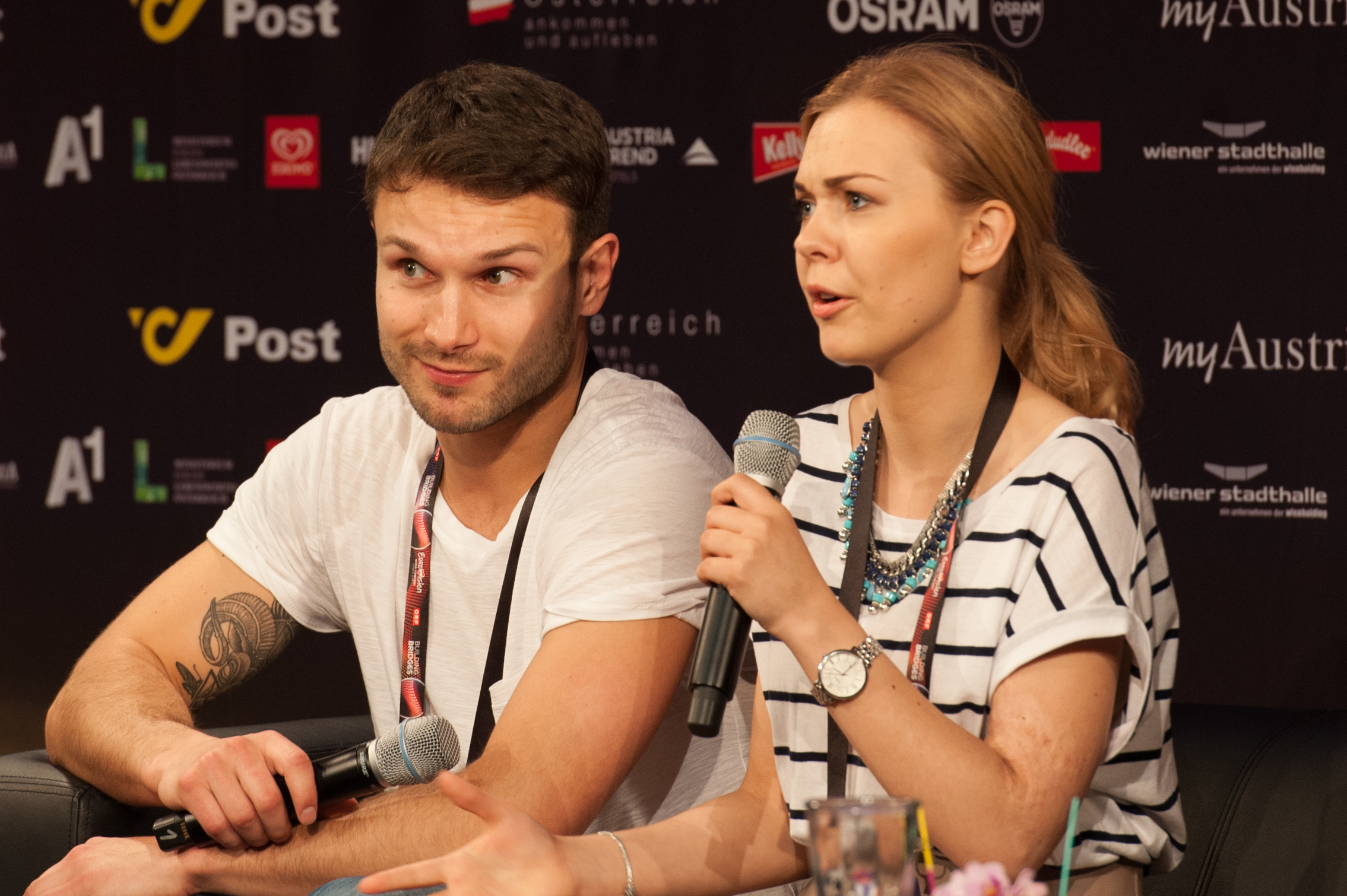
Baumila mit Monika Linkytė in Wien, ESC 2015

- 2015: This Time (mit Monika Linkytė)
- 2016: Dviese (Moniqué feat. Vaidas Baumila, LT: Platin)
- 2021: Kunigunda (LT: Platin)

## Filmographie
| Jahr | Film              | Rolle   |
| ---- | ----------------- | ------- |
| 2014 | Valentinas už 2rų | Himself |